# Eda glasbruk
Eda glasbruk is een plaats in de gemeente Eda in het landschap Värmland en de provincie Värmlands län in Zweden. De plaats heeft 254 inwoners (2005) en een oppervlakte van 87 hectare. De plaats komt aan zijn naam doordat er vroeger in het dorp een plaats was waar glas werd gemaakt. Tegenwoordig leeft het dorp vooral door grenshandel met het nabijgelegen Noorwegen.

## Verkeer en vervoer
Bij de plaats loopt de Riksväg 61.